# 24-es busz (Debrecen)

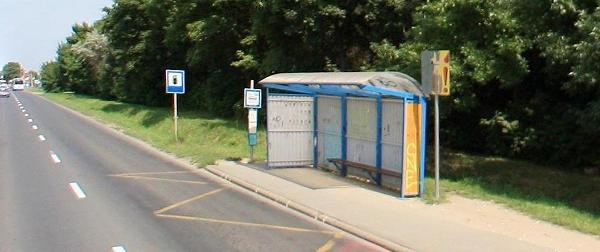
Vincellér utca

A debreceni 24-es jelzésű autóbusz a Vincellér utca – Kassai út – Egyetem – Vincellér utca útvonalon közlekedik körjáratként. Az ellentétes irányú változata a 22-es.
Útvonala során érinti a Tócóskertet, a Tescót, a Segner teret, a Belvárost, az Egészségügyi Járóbeteg Központot, a Kölcsey Központot, a Debrecen Plázát, a Tanítóképző Főiskolát, a Fórum Debrecent, a Főnix Csarnokot, a Hódos Imre Sportcsarnokot, a városi köztemetőt, a Nagyerdei stadiont, a Klinikákat, a Debreceni Egyetemet, az egyetemi sporttelepet, a Csokonai Vitéz Mihály Gimnáziumot, az Agrártudományi Centrumot, a Kertvárost, a tűzoltóságot, az Alföldi Nyomdát és a Tócóskert teret. A 24-es járatokon felül közlekednek 24Y jelzésű járatok is, hasonló útvonalon.
Jelenlegi menetrendje 2019. december 2-től érvényes.

## Története
Az 1971. május 31-én a megszűnt 6-os villamos helyett június 1-től 24-es jelzésű autóbusz járt. Mivel a Csapót átépítették (Csapó-kanyar kiegyenesítése), ezért az új 24-es busz a Dósa Nádor tér - Kossuth utca - Rakovszky Dániel utca - Kassai út - MGM - Köztemető főkapu útvonalon közlekedett és betétjárat indult 24A jelzéssel, mely csak az MGM-ig közlekedett. Ekkor csúcsidőben 2,5 percenként közlekedett. 1973-ban már a Csapó utcán közlekedett. A következő változás 1988. október 3-án a 3-as és 3A trolibusz elindulásakor történt. Ekkor megváltozott az útvonala: Vincellér utca - Derék utca - Kishegyesi út - Csap utca - Mester utca - Hunyadi utca - Rákóczi utca - Csapó utca - Kassai út - MGM - Köztemető főkapu. A Vincellér utca - Csapó utca szakaszon alapjáratként közlekedett, a Csapó utca - MGM/Köztemető főkapu szakaszon viszont már gyorsjáratként, így a Berek utca, Laktanya utca és Szabadság fürdő (mai Főnix csarnok megállóhely) megállóhelyeken nem állt meg. Innentől kezdve a járat már csak hétvégén közlekedett a Köztemető főkapuig. A 24A jelzés is megszűnt, az MGM-ig és a Köztemetőig járó buszok is 24-es jelzéssel közlekedtek. A követési idő csúcsidőben 10, csúcsidőn kívül 30, hétvégén 20-30 percre nőtt. 1991-ben megindult a 24Y busz, mely az Árpád téren lekanyarodott és az Dobozi lakótelep felé közlekedett. Így a közös szakaszon nőtt a követési idő, viszont a Kassai úton tovább csökkent 15 percre. Ekkortól a 24-es ismét megállt a Berek utca, Laktanya utca és Szabadság fürdő megállóhelyen. 1997-ben a 24-es busz a Köztemető főkapu - Ady Endre út - Nagyerdei körút - Egyetem tér - Dóczy József utca - Kartács utca - Doberdó utca útvonalon meghosszabbították, a 24Y busz pedig 26-os jelzést kapott. Ebben az időszakban a járat kihasználtsága és sűrűsége ismét nőni kezdett. 2006. szeptember 1-én más buszokkal és trolibuszokkal való párhuzamosság miatt a 24-es autóbusz a Doberdó utca - Kartács utca - Dóczy József utca - Egyetem tér - Nagyerdei körút - Ady Endre út - Köztemető főkapu - MGM - Kassai út - Baksay Sándor utca - Hadházi út - Zákány utca - Kassai út - MGM - Köztemető főkapu - Ady Endre út - Nagyerdei körút - Egyetem tér - Dóczy József utca - Kartács utca - Doberdó utca útvonalon közlekedett, ritkított menetrenddel. A menetrend változása érintette a Tócóskertet, ahol a lakosság felháborodott a 24-es busz elvételén, szerették volna, ha a korábbi útvonalát visszaállítják. A lakosok győztek, így a 24-es busz ismét a Vincellér utca és a Doberdó utca között közlekedett. A menetrendet 2007 után elkezdték ritkítani, a hétvégi követés fél óra lett. A 2009-es szolgáltatóváltás után a ritkítások folytatódtak. A 2011-es menetrendváltozás II. ütemében a 24-es autóbuszt átalakították. Az eddig a Vincellér utca és a Doberdó utca között közlekedő járat körjárattá vált. Az útvonalából kikerült a Doberdó utca, viszont érintette a Békessy Béla és a Böszörményi utat. Betétjáratot is kapott 24Y jelzéssel, mely a Nagyerdőn a Nagyerdei körút - Pallagi út - Móricz Zsigmond út - Békessy Béla út útvonalon közlekedett. 22-es, 22Y jelzéssel ellenirányú körjáratok indultak, melyek a 24-es és 24Y buszokkal ellentétes irányban teszik meg a hurkot. Még ebben az évben augusztus 15-én átszervezték a 12-es, 22-es és 24-es járatcsalád közlekedését. Ekkor alakult ki a 22-es és 24-es járat 8-as alakú közlekedése. A 22Y és 24Y járatok ekkor megszűntek. November 7-től a 22Y és 24Y járatok újra közlekednek. 2014. március 1-től a 22-es és 24-es busz sűrített menetrenddel közlekednek. 2019. december 2-tól az átszállási kapcsolatok javítása miatt a 22-es és 24-es buszok ismét érintik a Doberdó utcai végállomást, a Békessy Béla utca kapcsolatát a 22Y és 24Y buszok, valamint a 2-es villamos biztosítja.

## Járművek
A viszonylaton Alfa Cívis 12 szólóbuszok közlekednek, de csúcsforgalom idején indul Alfa Cívis 18 csuklós busz is.

## Útvonala
| Év        | Végállomások                                              | Útvonal oda | Útvonal vissza |
| --------- | --------------------------------------------------------- | --- | --- |
| 1971-1973 | Dósa Nádor tér – (24A: MGM vá.) – Köztemető főkapu        | Kossuth utca – Faraktár utca – Rakovszky Dániel utca – Kassai út – (24A: MGM vá.) – Benczúr Gyula utca | Benczúr Gyula utca – (24A: MGM vá.) – Kassai út – Rakovszky Dániel utca – Faraktár utca – Kossuth utca |
| 1973-1988 | Dósa Nádor tér – (24A: MGM vá.) – Köztemető főkapu        | Csapó utca – Kassai út – (24A: MGM vá.) – Benczúr Gyula utca | Benczúr Gyula utca – (24A: MGM vá.) – Kassai út – Csapó utca |
| 1988-1991 | Vincellér utca – MGM/Köztemető főkapu                     | Derék utca – Kishegyesi út – Csap utca – Mester utca – Hunyadi utca – Rákóczi utca – Csapó utca – Kassai út – MGM – Benczúr Gyula utca | Benczúr Gyula utca – MGM – Kassai út – Csapó utca – Rákóczi utca – Hunyadi utca – Mester utca – Vendég utca – Kishegyesi út – Derék utca |
| 1991-1997 | Vincellér utca – Köztemető főkapu/(24Y: Dobozi lakótelep) | Derék utca – Kishegyesi út – Csap utca – Mester utca – Hunyadi utca – Rákóczi utca – Csapó utca – (24Y: Rakovszky Dániel utca – Ótemető utca – Víztorony utca) – Kassai út – MGM – Benczúr Gyula utca                                                                                               | Benczúr Gyula utca – MGM – Kassai út – (24Y: Víztorony utca – Munkácsy Mihály utca – Rakovszky Dániel utca) – Csapó utca – Rákóczi utca – Hunyadi utca – Mester utca – Vendég utca – Kishegyesi út – Derék utca                                                                                     |
| 1997-1999 | Vincellér utca – Doberdó utca                             | Derék utca – Kishegyesi út – Csap utca – Mester utca – Hunyadi utca – Rákóczi utca – Csapó utca – Kassai út – MGM – Benczúr Gyula utca – Köztemető főkapu – Ady Endre utca – Nagyerdei körút – Egyetem tér – Dóczy József utca – Kartács utca                                                       | Kartács utca – Dóczy József utca – Egyetem tér – Nagyerdei körút – Ady Endre utca – Köztemető főkapu – Benczúr Gyula utca – MGM – Kassai út – Csapó utca – Rákóczi utca – Hunyadi utca – Mester utca – Vendég utca – Kishegyesi út – Derék utca                                                     |
| 1999-2006 | Vincellér utca – Doberdó utca                             | Derék utca – Kishegyesi út – Pesti utca – Mester utca – Hunyadi utca – Rákóczi utca – Csapó utca – Kassai út – MGM – Benczúr Gyula utca – Köztemető főkapu – Ady Endre utca – Nagyerdei körút – Egyetem tér – Dóczy József utca – Kartács utca                                                      | Kartács utca – Dóczy József utca – Egyetem tér – Nagyerdei körút – Ady Endre utca – Köztemető főkapu – Benczúr Gyula utca – MGM – Kassai út – Csapó utca – Rákóczi utca – Hunyadi utca – Mester utca – Pesti utca – Kishegyesi út – Derék utca                                                      |
| 2006      | Doberdó utca – Főnix csarnok                              | Kartács utca – Dóczy József utca – Egyetem tér – Nagyerdei körút – Ady Endre utca – Benczúr Gyula utca – Kassai út – Baksay Sándor utca – Hadházi út – Zákány utca | Kassai út – Benczúr Gyula utca – Ady Endre utca – Nagyerdei körút – Egyetem tér – Dóczy József utca – Kartács utca |
| 2006-2011 | Vincellér utca – Doberdó utca                             | Derék utca – Kishegyesi út – Pesti utca – Mester utca – Hunyadi utca – Rákóczi utca – Csapó utca – Kassai út – Benczúr Gyula utca – Ady Endre utca – Nagyerdei körút – Egyetem tér – Dóczy József utca – Kartács utca                                                                               | Kartács utca – Dóczy József utca – Egyetem tér – Nagyerdei körút – Ady Endre utca – Benczúr Gyula utca – Kassai út – Csapó utca – Rákóczi utca – Hunyadi utca – Mester utca – Pesti utca – Kishegyesi út – Derék utca                                                                               |
| 2011      | Vincellér utca – Egyetem – Vincellér utca                 | Derék utca – Kishegyesi út – Segner tér – Hatvan utca – Bethlen utca – Hunyadi János utca – Rákóczi utca – Csapó utca – Kassai út – Benczúr Gyula utca – Ady Endre út – Nagyerdei körút – Dóczy József utca – Békessy Béla utca – Böszörményi út – Pesti utca – Kishegyesi út – Derék utca          | Derék utca – Kishegyesi út – Segner tér – Hatvan utca – Bethlen utca – Hunyadi János utca – Rákóczi utca – Csapó utca – Kassai út – Benczúr Gyula utca – Ady Endre út – Nagyerdei körút – Dóczy József utca – Békessy Béla utca – Böszörményi út – Pesti utca – Kishegyesi út – Derék utca          |
| 2011-2019 | Vincellér utca – Egyetem – Vincellér utca                 | Derék utca – Kishegyesi út – Segner tér – Hatvan utca – Bethlen utca – Hunyadi János utca – Rákóczi utca – Csapó utca – Kassai út – Benczúr Gyula utca – Ady Endre út – Nagyerdei körút – Dóczy József utca – Békessy Béla utca – Böszörményi út – Pesti utca – Kishegyesi út – István út           | Derék utca – Kishegyesi út – Segner tér – Hatvan utca – Bethlen utca – Hunyadi János utca – Rákóczi utca – Csapó utca – Kassai út – Benczúr Gyula utca – Ady Endre út – Nagyerdei körút – Dóczy József utca – Békessy Béla utca – Böszörményi út – Pesti utca – Kishegyesi út – István út           |
| 2019-től  | Vincellér utca – Egyetem – Vincellér utca                 | Derék utca – Kishegyesi út – Segner tér – Hatvan utca – Bethlen utca – Hunyadi János utca – Rákóczi utca – Csapó utca – Kassai út – Benczúr Gyula utca – Ady Endre út – Nagyerdei körút – Dóczy József utca – Kartács utca – Doberdó utca – Böszörményi út – Pesti utca – Kishegyesi út – István út | Derék utca – Kishegyesi út – Segner tér – Hatvan utca – Bethlen utca – Hunyadi János utca – Rákóczi utca – Csapó utca – Kassai út – Benczúr Gyula utca – Ady Endre út – Nagyerdei körút – Dóczy József utca – Kartács utca – Doberdó utca – Böszörményi út – Pesti utca – Kishegyesi út – István út |

## Megállóhelyei
Az átszállási kapcsolatok között a Klinikák helyett az Augusztát érintő 24Y, illetve az ellenkező irányban közlekedő 22-es és 22Y buszok nincsenek feltüntetve.
| 0  | Vincellér utca végállomás            | |
| 1  | Sárvári Pál utca                     | 12, 19, 25, 25Y, 30, 30A, 125, 125Y |
| 2  | Holló László sétány                  | 12, 19, 25, 25Y, 30, 30A, 125, 125Y |
| 4  | Gyepűsor utca                        | 12, 17, 17A, 25, 25Y, 46, 46E, 46H, 125, 125Y, 146 |
| 6  | Dorottya utca                        | 12, 17, 17A, 25, 25Y, 46, 46E, 46H, 125, 125Y, 146 |
| 8  | Kishegyesi út                        | 12, 17, 17A, 25, 25Y, 45, 46, 46H, 125, 125Y, 146 |
| 10 | Segner tér                           | 3, 3A, 4, 5, 5A 10, 10A, 10Y, 11, 13, 14, 17, 17A, 25, 25Y, 33, 33E, 34, 35, 35E, 35Y, 36, 42, 42A, 45, 46, 46E, 46H, 49, 49Y, 125, 125Y, 146, A1 Helyközi buszok |
| 12 | Hatvan utca                          | 10, 10A, 10Y, 13, 14, 33, 34, 35, 35Y, 36 |
| 13 | Kölcsey Központ (Bethlen utca)       | 10, 10A, 10Y, 13, 14, 33 |
| 15 | Kölcsey Központ (Hunyadi János utca) | 2 11, 15, 15Y, 43 |
| 17 | Kálvin tér                           | 1, 2 11, 15, 15Y, 43 |
| 19 | Csapó utca                           | 3, 3A 11, 15, 15Y, 43 |
| 21 | Berek utca                           | 3, 3A 11, 43 |
| 22 | Bercsényi utca                       | 3, 3A 11, 43 |
| 24 | Árpád tér                            | 3, 3A, 5, 5A 11, 16 Helyközi buszok |
| 25 | Laktanya utca                        | 3, 3A, 5, 5A 11, 16 |
| 26 | Főnix Csarnok                        | 3, 3A, 5, 5A 16, 23, 23Y, 51E |
| 28 | Kemény Zsigmond utca                 | 3, 3A, 5, 5A |
| 29 | Kassai út                            | 3, 3A, 5, 5A Helyközi buszok |
| 30 | Köztemető, déli kapu                 | 3, 5 |
| 31 | Köztemető, főkapu                    | 3, 5 |
| 34 | Klinikák                             | 1 10, 10A, 10Y, 12, 13, 51E |
| 37 | Dóczy József utca                    | 12, 23, 23Y, 51E |
| 39 | Kartács utca                         | 2 10, 10A, 10Y, 12, 23, 23Y |
| 40 | Doberdó utca                         | 2 10, 10A, 10Y, 15, 15Y, 23, 23Y, 50, 51E |
| 42 | Árpád Vezér Általános Iskola         | 2 15, 15Y, 34, 35, 35E, 35Y, 36, 36E, 36Y, 50 |
| 44 | Békessy Béla utca                    | 15, 15Y, 34, 35, 35Y, 36 |
| 45 | Agrártudományi Centrum               | 15, 15Y, 34, 35, 35E, 35Y, 36, 36E Helyközi buszok |
| 47 | Kertváros                            | 15, 15Y, 34, 35, 35Y, 36 |
| 49 | Füredi út                            | 15, 15Y, 21, 33, 33E, 34, 35, 35E, 35Y, 36, 36E, A1 Helyközi buszok                                                                                               |
| 50 | Tűzoltóság                           | 15, 15Y, 34, 35, 35Y, 36 |
| 52 | Pesti utca                           | 11, 14, 33E, 34, 35, 35E, 35Y, 36, 36E, 42, 42A, 43 |
| 55 | Sesztina utca                        | 12, 17, 17A, 25, 25Y, 45, 46, 125, 125Y, 146 |
| 56 | Gyolcsos utca                        | 45, 146 |
| 57 | Tőzsér utca                          | 45, 146 |
| 58 | István út                            | 41, 41Y, 45, 146 Helyközi buszok |
| 59 | Tócóskert tér                        | 19, 30, 30A, 41, 41Y, 45 |
| 60 | Vincellér utca végállomás            | 12, 19, 25, 25Y, 30, 30A, 41, 41Y, 45, 125 |

## Járatsűrűség
A járatok 5.30 és 22.30 között indulnak. Tanítási időszakban 7 órakor 6 járat indul, 14,15 órakor 4 járat, 6,8,9,10,11,12,13,15 órakor 3 járat, 18,19,20,22 órakor 2 járat, 6,17,21 órakor 1 járat indul. A tanszünetes menetrend megegyezik a tanítási időszakkal, csak annyiban tér el, hogy 6 órakor 2 járat, 7 órakor 3 járat, 8 órakor 4 járat indul. Hétvégén minden órában 2 járat indul, kivéve 5,6,7,17 és 21 órakor csak 1 járat indul.
Pontos indulási idők itt.